# Aido-Hwedo
Aido-Hwedo (ook wel Ayida Wedo of Ayida-Weddo of Aida Wedo genoemd) is de naam van een reusachtige regenboogslang, in wiens bek de West-Afrikaanse scheppingsgod Nana-Buluku de wereld rondtrok. Telkens als zij halt hielden om uit te rusten, ontlastte de slang zich, met de vorming van de bergen tot gevolg. Rivieren en valleien zouden overblijfselen zijn van het pad van deze slang.
Toen de wereld af was, vreesde Nana-Buluku dat de aarde onder het gewicht van de schepping zou kantelen. Daarom vroeg de god aan de slang om zich op te rollen en als een band onder de wereld te gaan liggen. De regenboogslang kon echter niet goed tegen de warmte; daarom schiep Nana-Buluku een oceaan bij hem in de buurt, zodat de regenboogslang het niet al te heet zou krijgen. Om af te koelen ging zij dan even verliggen. Door die beweging ontstond er een aardbeving. Aangezien de regenboogslang ook moest eten, beval Nana-Buluku rode apen ijzeren staven uit de aarde te halen, die kon de regenboogslang dan eten. Vroeg of laat zal het ijzer op zijn. Dan begint de regenboogslang met het opeten van zijn eigen staart. Omdat hij zo’n honger heeft eet hij met schokkerige snelle bewegingen. Dan raakt de aarde uit evenwicht en zal de aarde door het grote gewicht omvallen en in de oceaan glijden.